# Emmanuel van Speybrouck

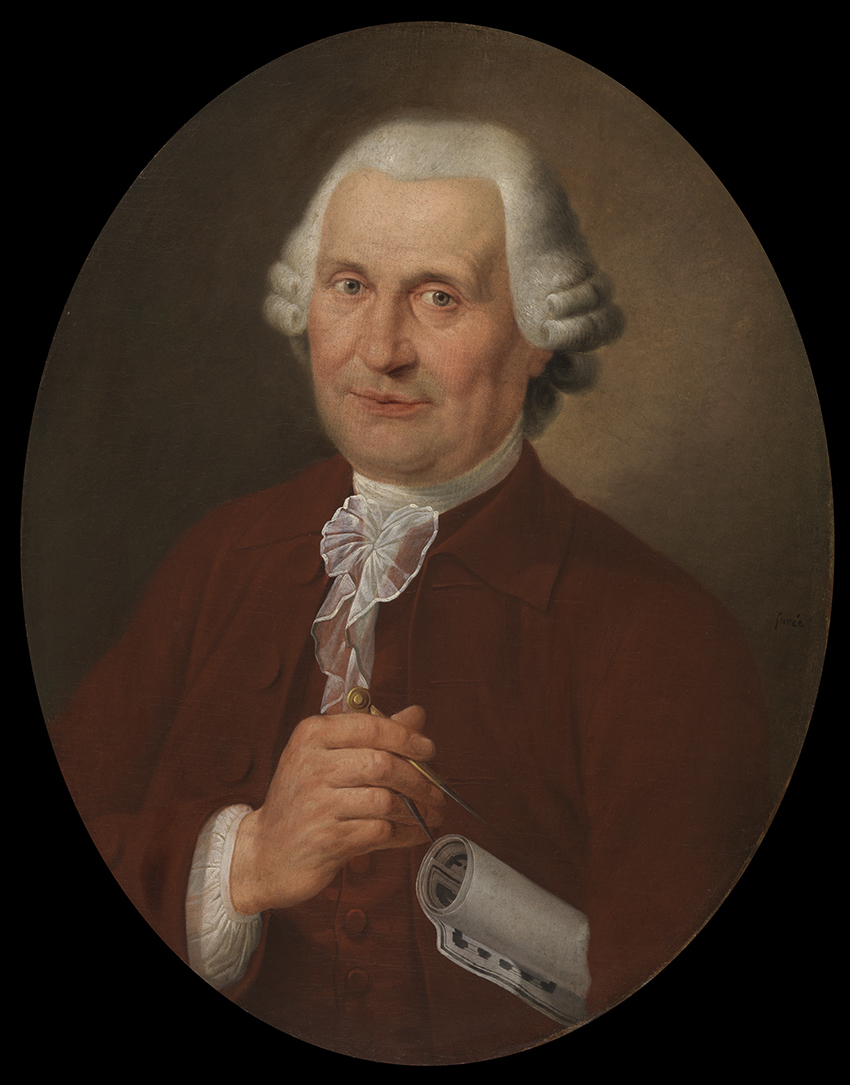
Portret van Emmanuel Van Speybrouck door Joseph-Benoît Suvée.

Emmanuel van Speybrouck (Brugge, 13 november 1726 - 27 september 1787) was architect, meester-timmerman en aannemer van bouwwerken in Brugge.

## Levensloop
Emmanuel was een zoon van meester-timmerman Emmanuel van Speybrouck senior. Hij genoot zijn opleiding aan de Brugse Kunstacademie en werd er bevriend met schilder en leraar bouwkunde Paul de Cock, die van hem en zijn familie verschillende portretten maakte.
Hij was bij herhaling deken van het ambacht van timmerlieden en schrijnwerkers (in 1762, 1764 en 1765) en nadien nog vaak bestuurslid.
Hij trouwde met Jeanne de Reppinck en trad in tweede huwelijk met Marie Coutteau, waarna hij meestal ondertekende als Van Speybrouck-Coutteau.
Voor het bouwen van monumentale panden werkte hij vaak samen met aannemer Eugène Goddyn, die het metselwerk voor zijn rekening nam, terwijl Van Speybrouck het timmer- en schrijnwerk uitvoerde.

## Werken
Hierna enkele van de door Van Speybrouck uitgevoerde werken.
- Ezelstraat 83-95, godshuizen op de binnenkoer (1759-1760).
- Heilige-Geeststraat 4, tuinvleugels van het 'Hof van Pittem' (1759-1760).
- Steenstraat 38, ambachtshuis van de timmerlieden (1763-1765).
- Lembeke (Eeklo), pastoriegebouw (1772).
- Sint-Maartensplein 5, hotel van Hamme de Stampaertshoucke (1778-1781).
- Potterierei, kerk van de Duinenabdij (1775-1788).